# جشنواره فیلم شب‌های سیاه تالین
جشنواره فیلم شب‌های سیاه تالین(به انگلیسی: Tallinn Black Nights Film Festival) یا (استونیایی: Pimedate Ööde Filmifestival)(به اختصار PÖFF)، جشنواره فیلمی است که سالانه از سال ۱۹۹۷ تاکنون در تالین، پایتخت استونی برگزار می‌شود. پوف تنها جشنواره در شمال اروپا (منطقه بالتیک) است که از سوی FIAPF (فدراسیون بین‌المللی انجمن تهیه‌کنندگان فیلم)، جز ۱۴ فستیوال برتر دنیا در کنار جمله برلین، کن، ونیز، کارلووی واری، ورشو و سن سباستین قرار گرفته‌است. پوف حضور بیش از ۲۵۰ فیلم بلند، کوتاه و انیمیشن از ۸۰ کشور جهان (۲۰۱۸) و جذب بیش از ۸۰۰۰۰ نفر (۲۰۱۸) مخاطب، این فستیوال را به یکی از بزرگ‌ترین جشنواره‌های فیلم در شمال اروپا تبدیل کرده‌است. این جشنواره سالانه میزبان حدود ۱۲۰۰ متخصص سینما و روزنامه‌نگاراست.
هم‌زمان با این رویداد، جشنواره فیلم‌های کوتاه شب‌های سیاه تالین در این شهر برگزار می‌شود که جزئی از این رویداد بزرگ در شمال اروپاست.

## جوایز

### بخش اصلی
- جایزه بزرگ بهترین فیلم
- جایزه هیئت داوران به بهترین فیلم
- جایزه هیئت داوران به بهترین فیلمنامه
- جایزه هیئت داوران به بهترین بهترین بازیگر زن
- جایزه هیئت داوران به بهترین بازیگر مرد
- جایزه هیئت داوران به بهترین فیلمبرداری
- جایزه هیئت داوران به بهترین موسیقی فیلم
- جایزه هیئت داوران فدراسیون بین‌المللی منتقدان فیلم
- جایزه صلیب که توسط رهبران مذهبی استونی اهدا می‌شود

### اولین فیلم بلند
- بهترین فیلم
- جایزه ویژه هیئت داوران

### رقابت‌های بالتیک
- بهترین فیلم بالتیک

### دیگر جوایز
- جایزه تماشاگران
- جایزه ربل
- جایزه بهترین فیلم آسیایی و کمک به معرفی آن
- جایزه سینمای آسیا (شبکه ارتقای سینمای آسیا)
- جایزه برونو اویا
- جایزه یک عمر دستاورد هنری

### برندگان جایزه بزرگ
| سال  | نام فیلم                | عنوان انگلیسی              | عنوان اصلی فیلم                  | کارگردان(ها)             | ملیت کارگردان |
| ---- | ----------------------- | -------------------------- | -------------------------------- | ------------------------ | ------------- |
| ۲۰۰۴ | شیزا                    | Shiza                      | Шиза                             | گولشاد اومرووا           | قزاقستان      |
| ۲۰۰۵ | رویاهای شانگهای         | Shanghai Dreams            | Qīng hóng / 青紅                 | وانگ زیائوشوای           | چین           |
| ۲۰۰۶ | آبی تیره تقریباً سیاه    | Dark Blue Almost Black     | Azuloscurocasinegro              | دانیل سانچس آره‌والو      | اسپانیا       |
| ۲۰۰۷ | تقوی: ترس یک مرد از خدا | Takva: A Man's Fear of God | Takva                            | اوزر قیزیلتان            | ترکیه         |
| ۲۰۰۸ | گرسنگی                  | Hunger                     | Hunger                           | استیو مک‌کوئین            | بریتانیا      |
| ۲۰۰۹ | عجمی                    | Ajami                      | עג'מי                            | اسکندر کوپتی، یارون شانی | اسرائیل       |
| ۲۰۱۰ | شادی من                 | شادی من                    | Schastye moyo / Счастье моё      | سرگئی لوزنیتسا           | اوکراین       |
| ۲۰۱۱ | یک زندگی ساده           | A Simple Life              | Táo Jiě / 桃姐                   | ان هوی                   | هنگ کنگ       |
| ۲۰۱۲ | خانه‌ای با برج کوچک      | House with a Turret        | Dom s bashenkoy / Дом с башенкой | اوا نیمان                | اوکراین       |
| ۲۰۱۳ | زیبایی بزرگ             | زیبایی بزرگ                | La grande bellezza               | پائولو سورنتینو          | ایتالیا       |
| ۲۰۱۴ | لوسیفر                  | Lucifer                    | Lucifer                          | گوس ون در برگ            | بلژیک         |
| ۲۰۱۵ | تخت پادشاهی             | تخت پادشاهی (فیلم)         | Sado / 사도                      | لی جون ایک               | کره جنوبی     |
| ۲۰۱۶ | یک قلب آرام             | A Quiet Heart              | לב שקט מאוד                      | ایتن آنر                 | اسرائیل       |
| ۲۰۱۷ | حادثه شبانه             | حادثه شبانه (فیلم)         | Tunku Kyrsyk                     | تمیربک بیرنظرف           | قرقیزستان     |
| ۲۰۱۸ | دختر سرگردان            | Wandering Girl             | Niña Errante                     | روبن مندوزا              | کلمبیا        |
| ۲۰۱۹ | کونتورا                 | Kontora                    | Kontora                          | آنشول شوهان              | ژاپن          |
| ۲۰۲۰ | ترس                     | Fear                       | Страх                            | ایوایلو هیستوری          | بلغارستان     |
| ۲۰۲۱ | توماس عزیز              | Dear Thomas                | Lieber Thomas                    | آندریاس کلایرنت          | آلمان         |
| ۲۰۲۲ |                         | Driving Mum                | Á Ferð með Mömmu'                | Hilmar Oddsson           | ایسلند        |
| ۲۰۲۳ |                         | Misericordia               | Misericordia                     | اما دانته                | ایتالیا       |